# Калужская ГЭС
Калужская ГЭС — нереализованный советский проект гидроэлектростанции на реке Ока в Калужской области.

## История проекта
Высокий темп индустриализации центральных областей РСФСР создал нехватку генерирующих мощностей, что требовало строительства крупных электростанций. Впервые идею строительства Калужской гидроэлектростанции предложил в 1930 году инженер Московско-Окского бюро ГЭС Тарасов. К 1934 году институтом «Гидроэнергопроект» были проведены исследования поймы Оки, подтвердившие целесообразность возведения станции. В марте 1939 года на XVIII съезде ВКП(б) было принято решение о строительстве ГЭС в окрестностях Калуги (у посёлка Анненки), которое было включено в Третий пятилетний план развития народного хозяйства СССР на 1938—1942 годы. В том же году начались интенсивные изыскания и бурение шурфов. Работы велись в основном силами заключённых ГУЛАГа. 28 июня 1941 года был издан приказ НКВД СССР «О прекращении работ по строительству НКВД в связи с началом войны».
Сразу после войны, в 1946 году, возобновить строительство было намечено на 1949 год, оно было включено на Четвёртую пятилетку. Однако к проекту так и не приступили.

## Критика проекта

### Достоинства
- Обеспечение дешёвой электроэнергией Москвы, Московской, Тульской и Калужской областей, что позволяло на тот момент отказаться от ежегодного сжигания 800 тысяч тонн бурого угля в год.
- Подъём уровня воды Оки от Калуги до Нижнего Новгорода позволил бы облегчить судоходство и создать новый кольцевой водный путь от Нижнего Новгорода по Волге, затем по каналу Москва — Волга, далее по рекам Москве и Оке, впадающей снова в Волгу у Нижнего Новгорода. Кольцевая магистраль разгрузила бы канал Москва — Волга от шлюзования порожних судов, которых можно было направить вниз по Оке и далее по Волге. Создание новых водных маршрутов по Упе между Калугой и Тулой, по Угре с Юхновым, по Жиздре до Козельска.

### Недостатки
- Затопление большой площади сельскохозяйственных угодий (около 100 тыс. га), 6400 домовладений, в том числе непосредственно в самой Калуге[3].
- Вынужденный перенос железнодорожных магистралей в заведомо неблагоприятные места. Строительство больших водозащитных сооружений, высота земляных дамб вокруг водохранилища требовалась не менее 30 метров.

## Технические характеристики
- Среднегодовая выработка электроэнергии 525 млн кВт·ч, в многоводные годы до 843 млн кВт·ч.
- Длина всей плотины — 1510 метров. Бетонная её часть — 310 метров (в ней предполагалось размещение энергоблока с тремя одинаковыми генерирующими установками суммарной мощностью 150 МВт)
- Водохранилище ГЭС в ширину минимум 4,5 километра, в длину — несколько десятков километров, объём 8 млрд м³[4].

## Последствия
Для строительства Калужской ГЭС была проложена дорога в несколько населённых пунктов, которые также были попутно электрифицированы.
Один из лагерей заключённых строителей станции находился на месте так называемого «Обвала» в Груздовском карьере, где в настоящее время находится место отдыха горожан.
На месте строительства ГЭС планируется возвести новый мост через Оку.